# Фихофен
Фихофен (нем. Viehhofen) — коммуна (нем. Gemeinde) в Австрии, в федеральной земле Зальцбург. 
Входит в состав округа Целль-ам-Зе.  Население составляет 636 человек (на 31 декабря 2005 года). Занимает площадь 38,63 км². Официальный код  —  50625.

## Политическая ситуация
Бургомистр коммуны — Райнхард Брайтфус (АНП) по результатам выборов 2004 года.
Совет представителей коммуны (нем. Gemeinderat) состоит из 9 мест.
- СДПА занимает 4 места.
- АНП занимает 3 места.
- АПС занимает 2 места.